# 습공기선도

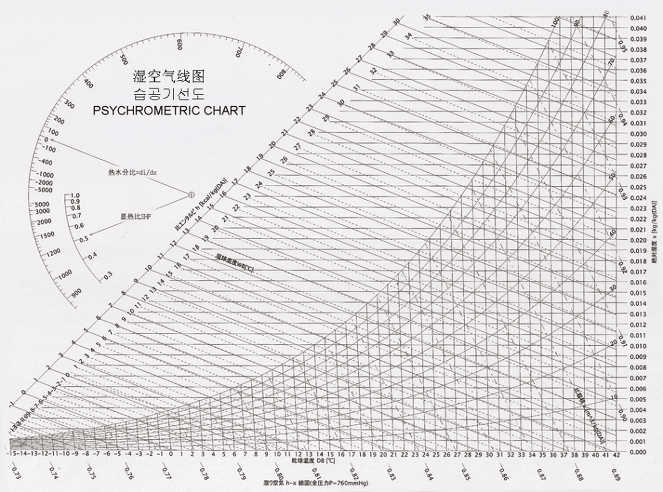

특정한 압력의 대기의 상태는 두 개의 강성적 상태량에 의하여 완전히 정해진다. 나머지 상태량은 열역학의 공기조화의 기초 부분의 관계식들에 의해서 쉽게 구할 수 있다. 공기조화장치의 크기를 결정하기 위해서 이와 같은 많은 계산이 필요하다. 따라서 계산의 전산화가 필요하며 이러한 계산을 한 번 수행하고 그 결과를 읽기 쉬운 선도로 만들 필요성이 명확하고 이러한 선도를 습공기선도(psychrometric chart) 라고 하며, 공기조화 응용에 널리 이용된다. 이 선도는 단지 습공기의 여러 가지 열역학적 상태량을 나타낼뿐만 아니라 공조과정의 계산을 선도를 사용해 푸는데도 이용할 수 있다.
습공기선도는 건구온도가 가로축에, 절대습도가 세로축에 표시되어 있다(어떤 선도에는 증기압을 세로축에 표시한다. 고정된 전체 압력에서 절대습도와 증기압은 1 대 1 대응이기 때문이다). 선도의 왼쪽 끝은 직선이 아닌 곡선이다(포화선이라고 부름). 모든 포화공기 상태는 이 곡선 위에 위치한다. 따라서 이 곡선은 100% 상대습도 곡선이다. 다른 일정한 상대습도 곡선도 비슷한 모양을 가진다.
일정한 습구온도선은 오른쪽으로 기울어진 형태이고, 일정 비체적(m³/kg 건공기) 선도 비슷한 형태이나 경사가 보다 심하다. 일정 엔탈피(kJ/kg 건공기) 선은 일정 습구온도선과 거의 평행하다. 따라서 어떤 습공기선도에서는 일정한 습구온도선을 일정한 엔탈피의 선으로 사용하는 경우도 있다.
포화공기에서는 건구온도, 습구온도, 이슬점 온도가 동일하다. 따라서 선도의 어느 한 점에 있는 대기의 이슬점온도는 그 점으로부터 포화선까지 수평선(습도비 = 일정 또는 증기압 = 일정한 선)을 그려 결정한다. 교차점의 온도가 이슬점온도이다.
습공기선도는 공기조화과정을 가시화할 수 있는 유용한 도구로 이용된다. 예를 들면 가습이나 제습이 없는 보통의 난방 또는 냉방 과정은 습공기선도의 수평선으로 나타난다(즉, 습도비 = 일정). 수평선에서 벗어나는 것은 과정 중에 공기 중 수분이 추가 또는 제거됨을 나타낸다.

## 용어

#### 건공기와 습공기
화학적으로 공기는 산소와 질소, 기타 몇 개의 기체로 구성되어 있다. 그속에 질량으로서 1~3% 정도의 수증기(수분)가 포함되어 있다. 이와같이 수증기를 함유하는 공기를 습공기라 하고, 수증기를 전혀 함유하지 않는 공기를 건공기라고 부른다.

#### 포화공기와 불포화공기
공기는 일정량의 수분을 함유할 수 있다. (건구온도의 값에 따라서 다르며, 온도가 높을수록 많은 수분을 함유할 수 있다)그러나 일정량을 넘으면 수증기는 공기중을 부유하여 안개로 되어 물건에 부착해서 이슬이 된다.
이와같이 함유할 수 있는 만큼의 수증기를 함유하는 공기를 포화공기, 수증기를 더 함유할 여유가 있는 공기를 불포화공기라고 부른다.

#### 건구온도와 습구온도
우리가 가정에서 두 개의 온도계를 한쌍으로 해서 그중 한개의 온도계에 거즈를 둘러감은 것을 본 일이 있을 것이다. 거즈가 붙어있지 않은 온도계의 표시온도를 건구온도라고 한다.(일상에서 사용하고 있는 기온) 이것은 온도계 주위의 공기온도를 측정하고 있는 것이다. 또 거즈가 감겨져 있어 물통으로부터 물을 빨아 올려서 감온부를 적시고 있는 온도계가 표시하는 온도를 습구온도라고 한다. 습구온도는 거즈의 수분이 증발할 때 기화열을 빼앗음으로 건구온도보다 낮은 것이 일반적이다.

## 공기조화의 기초 관계식
(건공기의 엔탈피){\displaystyle h_{dryair}=c_{p}T=1.005T(kJ/kg)}
{\displaystyle P=P_{a}+P_{v}(kPa)}
(습도비){\displaystyle \omega ={\frac {m_{v}}{m_{a}}}={\frac {P_{v}V/R_{v}T}{P_{a}V/R_{a}T}}={\frac {P_{v}/R_{v}}{P_{a}/R_{a}}}={\frac {0.622P_{v}}{P_{a}}}={\frac {0.622P_{v}}{P-P_{v}}}}
(상대습도){\displaystyle \phi ={\frac {m_{v}}{m_{g}}}={\frac {P_{v}V/R_{v}T}{P_{g}V/R_{v}T}}={\frac {P_{v}}{P_{g}}}}

## 참조문헌
Cengel, C. (2021). Differential analysis of fluid flow. McGrawHill, Fluid Mechanics. Hanti-Media
JAKO199672527126327.pdf (koreascience.kr)

## 같이 보기
- 공기
- 공기조화
- 카르노사이클
- 돌턴의 법칙
- 이슬점
- 건구 온도
- 습도
- 상대 습도
- 습구 온도